# Igor Inocêncio de Oliveira
Igor Inocêncio de Oliveira (João Pessoa, 20 aprile 1998) è un calciatore brasiliano, difensore del Malut Utd.

## Carriera
Approdato alla Juventude nel dicembre 2019 dopo un inizio di carriera passato in squadre minori dei campionati statali, debutta fra i professionisti il 26 febbraio 2020 in occasione dell'incontro di Coppa del Brasile vinto ai rigori contro l'XV de Piracicaba.
Divenuto in breve tempo titolare, colleziona 26 presenze in Série B nel corso del 2020 realizzando una rete; l'anno seguente viene prestato al Coritiba, sempre nella stessa divisione.
Il 24 settembre 2021 passa a titolo definitivo dal Ceará; debutta nella prima divisione brasiliana il 21 ottobre nel match perso 2-1 contro il Palmeiras.

## Statistiche
Statistiche aggiornate al 24 ottobre 2021.

### Presenze e reti nei club
| Stagione        | Squadra         | Campionato      | Campionato | Campionato | Coppe nazionali | Coppe nazionali | Coppe nazionali | Coppe continentali | Coppe continentali | Coppe continentali | Altre coppe | Altre coppe | Altre coppe | Totale | Totale | Totale |
| Stagione        | Squadra         | Comp            | Pres       | Reti       | Comp            | Pres            | Reti            | Comp               | Pres               | Reti               | Comp        | Pres        | Reti        | Pres   | Reti   |        |
| --------------- | --------------- | --------------- | ---------- | ---------- | --------------- | --------------- | --------------- | ------------------ | ------------------ | ------------------ | ----------- | ----------- | ----------- | ------ | ------ | ------ |
| 2017            | Auto Esporte-PB | PD/PB           | 1          | 0          |                 | -               | -               |                    | -                  | -                  |             | -           | -           | 1      | 0      |        |
| 2018            | Águia de Marabá | PD/PA           | 8          | 1          |                 | -               | -               |                    | -                  | -                  |             | -           | -           | 8      | 1      |        |
| 2019            | Lajeadense      | SD/RS           | 0          | 0          |                 | -               | -               |                    | -                  | -                  | FGF         | 9           | 1           | 9      | 1      |        |
| 2020            | Juventude       | PD/RS+B         | 6+26       | 1+1        | CB              | 5               | 1               |                    | -                  | -                  |             | -           | -           | 37     | 3      |        |
| 2021            | Juventude       | PD/RS+A         | 3+0        | 0          | CB              | 0               | 0               |                    | -                  | -                  |             | -           | -           | 3      | 0      |        |
| 2021            | Coritiba        | A1/PR+B         | 10+19      | 0          | CB              | 3               | 0               |                    | -                  | -                  |             | -           | -           | 32     | 0      |        |
| 2021            | Ceará           | PD/CE+A         | 0+6        | 0          | CB              | 0               | 0               |                    | -                  | -                  |             | -           | -           | 6      | 0      |        |
| Totale carriera | Totale carriera | Totale carriera | 79         | 3          |                 | 8               | 1               |                    | -                  | -                  |             | 9           | 1           | 96     | 5      |        |

## Palmarès

### Club

#### Competizioni statali
- Campionato Goiano: 1

Vila Nova: 2025